# 예카테린부르크의 문장
예카테린부르크의 문장(러시아어: Герб Екатеринбурга)은 러시아 예카테린부르크에서 사용하는 공식 문장으로, 현재 사용하는 문장은 2008년 5월 23일 도입되었으며, 프랑스식 방패가 위아래 두 색으로 나뉘어 위쪽 초록 바탕에는 하얀 광산과 화로가, 아래쪽 금색 바탕에 파란 물결이 있는 모양이다. 금색 곰과 검은담비가 각각 방패의 왼쪽과 오른쪽에 있으며, 위쪽에는 금색 관과 월계관이, 아래쪽에는 금색 리본이 있다. 방패의 아래쪽 가운데에는 회색 정동이 있다.
1783년 처음 문장이 도입된 이후 다양한 문장이 사용되었다. 1973년 도시의 이름이 스베르들롭스크로 바뀌었을 때도 문장이 바뀌었으며, 현재는 1998년 바꾼 문장을 약간 변경한 문장을 사용하고 있다.

## 모양 및 상징
방패가 요새 모양으로 생긴 것은 예카테린부르크 역사 초기에 도시를 둘러쌌던 성벽을, 관의 모습은 성벽의 다섯 탑을 나타낸다. 파란색 물결은 도시를 관통하는 이세티강이다. 곰은 유럽을, 검은담비는 아시아를 뜻하여, 예카테린부르크의 아시아와 유럽의 경계로서의 입지를 상징하고 있다. 방패는 우랄의 금속을 나타내는 기호이다. 도시가 제공하는 보호를 상징하기 위해 동물의 표정은 공격적으로 묘사되어 있다. 밑의 리본은 예카테린부르크가 실질적으로 우랄의 수도 역할을 하는 것과 경제적 중심지임을 나타낸다. 화로와 광산은 각각 도시의 야금업 및 광산업을 나타낸다. 초록색은 우랄의 전통적인 영토 색으로 사용되었기 때문에 채용되었고 금색과 초록색 사이의 경계는 유럽과 아시아의 경계를 상징한다. 정동은 도시가 광물이 풍부함과, 도시와 주변 지역의 과학적 중요성을 나타낸다.

## 역사

### 비공식 문장
예카테린부르크에서 사용된 최초의 문장들은 도시 내 여러 공장의 문양이었다.

### 첫째 문장 (1783년~1973년)
예카테린부르크의 첫째 문장은 1783년 7월 17일 예카테리나 2세가 공인하였다. 위쪽 반은 빨간 바탕에 있는 회색 곰의 등에 노란색 성경이 올려져 있고 위에 팔각형 별이 있는 모양으로, 페름 변경주의 문장에 있는 요소를 가져왔다. 아래쪽 반은 초록 바탕에 은색 광산과 화로이다. 문장의 모양은 당시 공인된 페름 변경주의 다른 13개 문장의 모양과 유사했으며, 다른 도시들에서 사용했던 방패를 두 색으로 나누는 방법도 볼 수 있다.
이 모양은 1771년부터 1777년까지 러시아 문장 각료를 지냈던 미하일 셰르바토프 왕자의 기여품으로 여겨진다.
1862년 베른가르트 바실리예비치 쿄네는 도시의 문장 도안을 제작했으나 적용되진 않았다. 모양은 은색 방패에 연기가 나는 검은색 화로가 주 요소로, 방패 아래쪽에는 검은색 줄 2개에 노란색 종이 나열되어 있고, 위쪽 작은 문장에는 도시 문장에 있는 곰과 성경이 있다. 서로 교차하는 금색 곡괭이로부터 빨간 리본이 늘어져 있으며, 방패 위에는 회색 관이 있다. 쿄네는 러시아 도시 여럿의 문장을 제작했으나, 쿄네 도안의 지지자인 알렉산드르 2세와 쿄네 자신의 죽음으로 인해 예카테린부르크 등 쿄네의 도안 다수는 사용되지 못했다.

### 둘째 문장 (1973년~1991년)

1973년부터 1991년까지 사용한 스베르들롭스크의 문장.

지역 신문인 우랄스키 슬레도피트는 1960년 도시 문장 초안을 발표했다. 스페인 방패가 기본 모양이었고, 1924년 예카테린부르크가 볼셰비키에 의해 이름이 스베르들롭스크로 바뀐 것을 반영해 도시 이름의 어원인 야코프 스베르들로프의 기념비가 있었다. 기념비는 왼쪽으로 쏠려 있었으며 바탕의 회색 구름과 빨간 불길과 대조를 이루었다. 도시의 이름은 윗부분에 써져 있었으며 러시아 소비에트 연방 사회주의 공화국의 국기가 그 위에 있었다. 이 초안은 소련의 점령으로 인해 도시의 문장이 바뀔 수도 있다는 입장을 반영한 최초의 사건으로 여겨진다.
1967년 1월 도시 245주년을 기념하여 문장 공모전이 열렸다. 출품작 45개가 접수되었고, 7월에 결과가 발표되었다. 2차 대회가 발표되었지만, 베체르니 스베르들롭스크 신문의 저자들과 도시의 최고 예술가인 V.A. 프롤로프 사이의 경쟁으로 대체되었다. 선택된 도안은 넷으로 나뉜 모양으로, 각각 리라, 불이 있는 잔, 식물의 윤곽, 광산 입구가 그려져 있었다. 위쪽에는 금색 별이 놓였으며, 아래쪽에 놓인 리본에는 "1723"이라고 쓰여 있었다. 문장은 문화, 과학, 산업, 소련을 상징하게끔 고안되었으며, 1783년 첫째 문장을 연상할 수 있게끔 한다는 것도 염두에 두었다. 이 도안은 결국 사용되지 못했는데, 이유는 이 계획에 대한 여론이 좋지 않았기 때문이었다.
1972년 도시 250주년을 기념해 예술가 및 건축가 다수가 모여 새로운 문장을 만들었으며, 1973년 6월 13일 시 의회에서 승인되었다. 모양은 은색 방패에 예카테린부르크 공장 주변의 실루엣을 빨갛게 표시했으며, 금색 톱니바퀴가 가운데에 있고 파란 기둥이 방패를 위아래로 관통했다. 톱니바퀴와 만나는 부분부터는 하얀 직선 5개가 그어졌으며, 위쪽에는 원자 기호가 그려졌다. 방패 왼쪽과 오른쪽에는 각각 금색 도마뱀과 금색 검은담비가 있었다. 도마뱀은 파벨 바조프의 이야기를, 검은담비는 데미도비 강철 공장을 상징한다.
문장 제작자는 G.I 두브로빈, A.V. 오베치, M. 파타후디노프로 등록되었으며, 사용 전 몇 가지 변화가 이루어졌다.
1991년 9월 10일 소련의 붕괴가 다가올 즘 예카테린부르크는 과거에 사용한 문장을 다시 사용하기 시작했다.

### 셋째 문장 (1998년~2008년)

1998년부터 2008년까지 사용한 예카테린부르크의 문장.

1994년 예카테린부르크의 새 문장을 만들기 위한 대회가 열렸다. 최종적으로 스베르들롭스크주의 문장으로 제안된 도안은 R.M. 부드니콤과 V.V. 티피키님이 "베체르니 예카테린부르크" 신문에 기고한 도안이었는데, 빨간 바탕에 금색으로 요새의 윤곽을 표시하고, 가운데에는 살이 8개 있는 은색 바퀴가 있었다. 방패 위에는 뾰족한 부분이 5곳인 관이 올려져 있었으며, 금색 망치와 도끼가 푸른색 리본으로 쌓인 채로 배경에 있었다. 빨간색은 용기, 부유, 정의, 너그러움을, 은색은 단결을, 푸른색은 아름다운과 위대함을 상징한다. 바퀴는 도시 이름의 유래인 알렉산드리아의 카타리나를 상징하며, 망치는 산업을, 도끼는 러시아의 보호를 나타낸다.
공식 문장은 시 의회에서 1998년 7월 23일 선정되었다. 모양은 수평으로 나눠진 초록색 및 금색 방패로, 은색 광산과 속에 빨간색 불이 있는 화로가 위쪽에, 파란색 물결이 아래쪽에 위치했다. 혀가 빨간색이고 목걸이가 검은색인 금색 곰과 검은담비는 각각 방패의 왼쪽과 오른쪽에 서 있다.

### 넷재 문장 (2008년~현재)
넷째 문장은 기존의 문장과 유사한 구조로, 방패 위쪽 관의 추가 등 변화가 조금 이루어졌다. 새 문장은 2008년 5월 23일 적용되었다.